# Lluïsa Vidal i Puig
Lluïsa Vidal i Puig (Barcellona, 2 aprile 1876 – Barcellona, 22 ottobre 1918) è stata una pittrice spagnola catalana.

## Biografia
Lluïsa Vidal i Puig era figlia di Francesc Vidal i Jevellí, ebanista e decoratore ed aveva otto sorelle e due fratelli. La sua era una famiglia agiata e di buona cultura, legata alle tendenze moderniste dell'epoca. Una delle sorelle viveva con Pablo Casals, mentre un'altra sposò lo scrittore e filosofo Manuel de Montoliu.
Lluïsa crebbe in un ambiente assai favorevole alla creazione artistica; fu inoltre educata da suo padre all'arte e ricevette lezioni di disegno da Joan González, fratello dello scultore Julio Gonzales, da Arcadi Mas i Fondevila, dall'incisore Enrique Gómez Polo e infine, a Parigi, da Eugène Carrière. Seguì anche l'esempio di pittori come Santiago Rusiñol e Ramon Casas: quest'ultimo per quanto atteneva ai ritratti, mentre da Rusiñol ella trasse i principi della composizione.
Come modelli per i suoi ritratti ella utilizzò sia le donne della sua cerchia di amicizie e di conoscenze, sia i membri della sua famiglia.

### Pittrice e femminista
Lluïsa fu la sola donna dei suoi tempi che si dedicò alla pittura in modo esplicitamente professionale e non solo amatoriale, e fu anche la sola che si recò a studiare a Parigi frequentando l'Académie Julian, e fu a Parigi che ella entrò in contatto con i movimenti femministi dell'epoca. Tornata a Barcellona, Lluïsa aderì al gruppo delle femministe cattoliche diretto da Carme Karr. In quell'ambiente conobbe Francesca Bonnemaison i Farriols, con la quale si impegnò durante la "Settimana tragica" di Spagna. Qualche tempo dopo si unì alla Biblioteca popolare delle donne e all'Istituto culturale per aiutare le giovani della classe operaia ad ottenere una educazione ed una seppur iniziale formazione culturale.
Lluïsa divenne altresì una militante pacifista durante la prima guerra mondiale, quando entrò nell'organizzazione del Comitato pacifista femminista.
Ma nel 1918, Lluïsa Vidal fu vittima della pandemia di febbre spagnola e morì all'età di 42 anni.

## L'opera
In base ai temi prescelti, alle tonalità cromatiche impiegate e alle trasparenze della luce, Lluïsa Vidal è considerata una esponente del "modernismo catalano". Con Joaquim Mir, Oriol Junyent, Joan González, Xavier Gosé, R. Canals e Ramon Pichot, la Vidal appartenne alla seconda generazione di tale corrente. Alcuni suoi lavori furono attribuiti a Ramon Casas, anche perché sia Casas che la Vidal lasciano trasparire nelle loro opere l'influenza di maestri come Diego Velázquez, John Singer Sargent, James McNeill Whistler o Édouard Manet. L'opera della Vidal comprende numerosi ritratti, in prevalenza femminili, e numerosissime scene di vita. Se ella si espresse principalmente con oli su tela, non vanno
dimenticati i suoi altrettanto numerosi disegni, sovente realizzati con la sanguigna.

## Galleria d'immagini
Ritratti

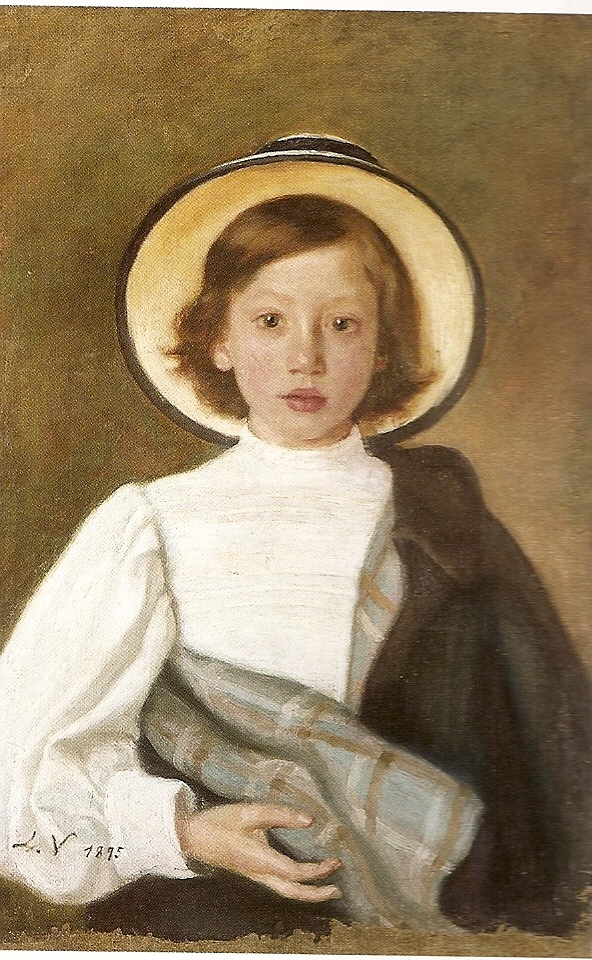
Frederic Vidal, 1895
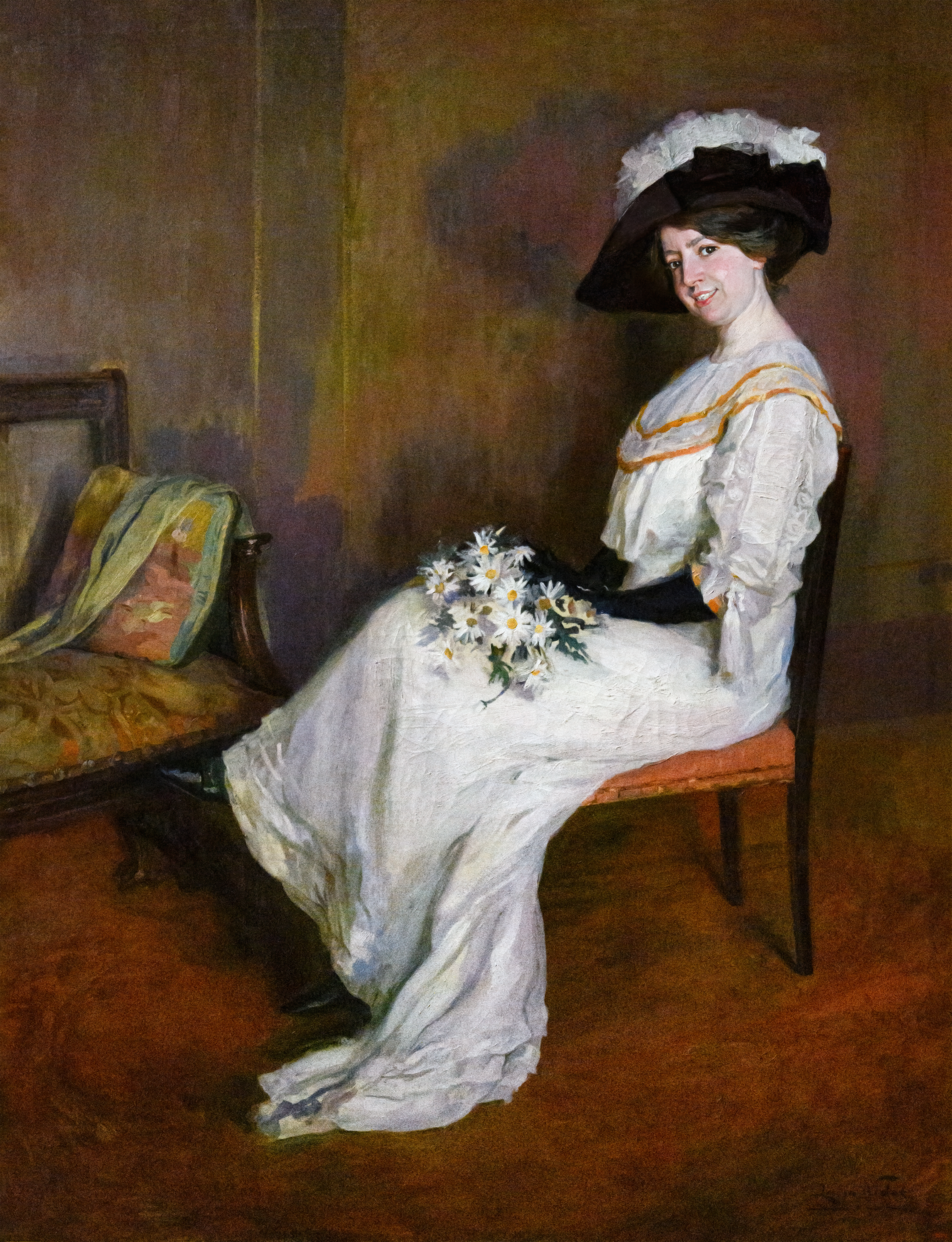
Marta Vidal
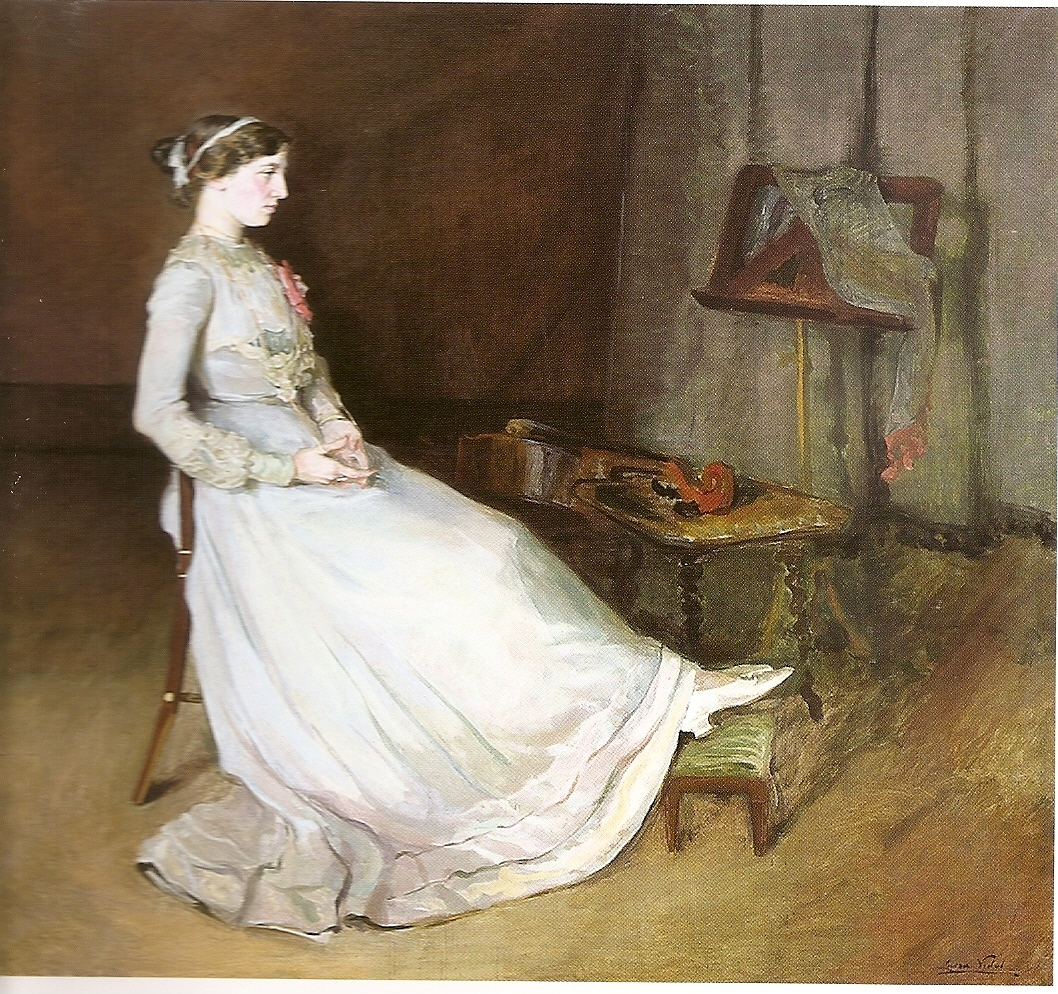
Francisca Vidal, 1909
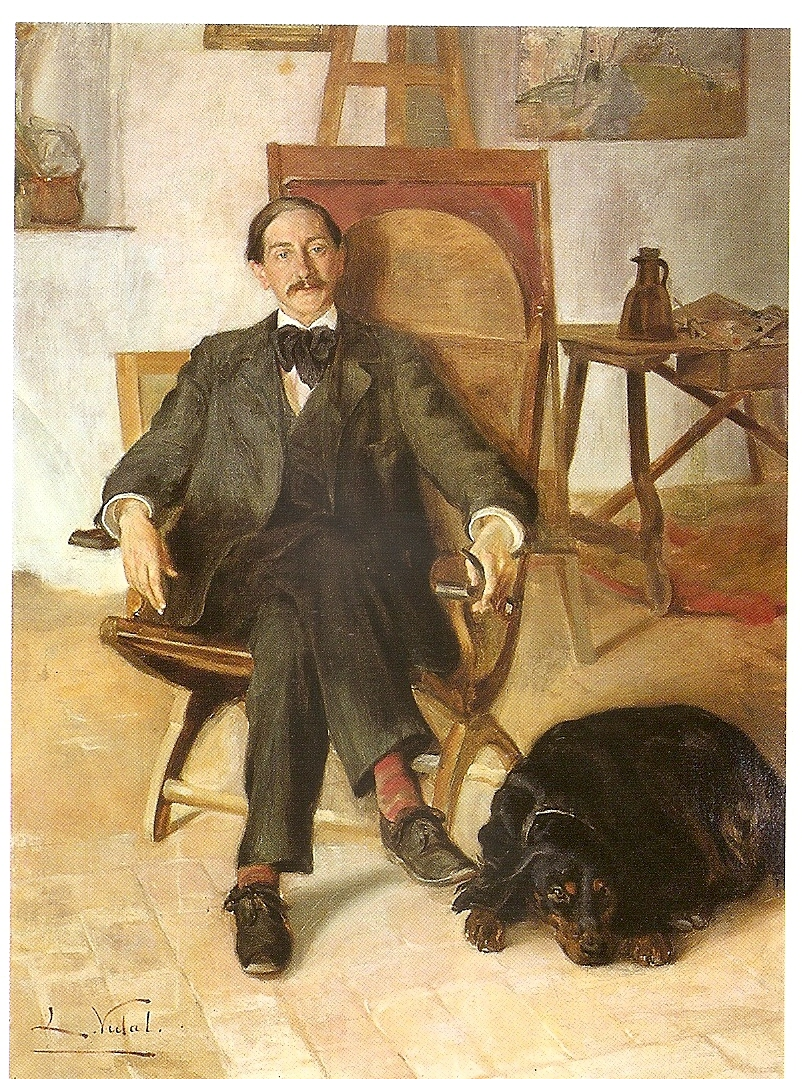
Ricard Canals, 1908
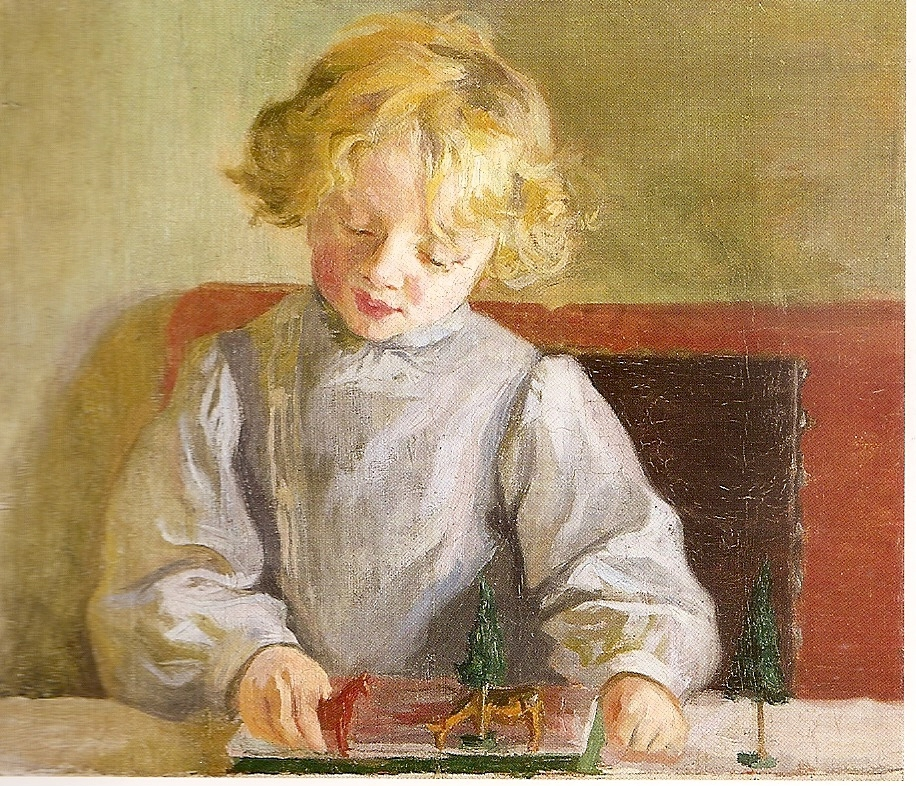
Marcel Montoliu

Scene di vita

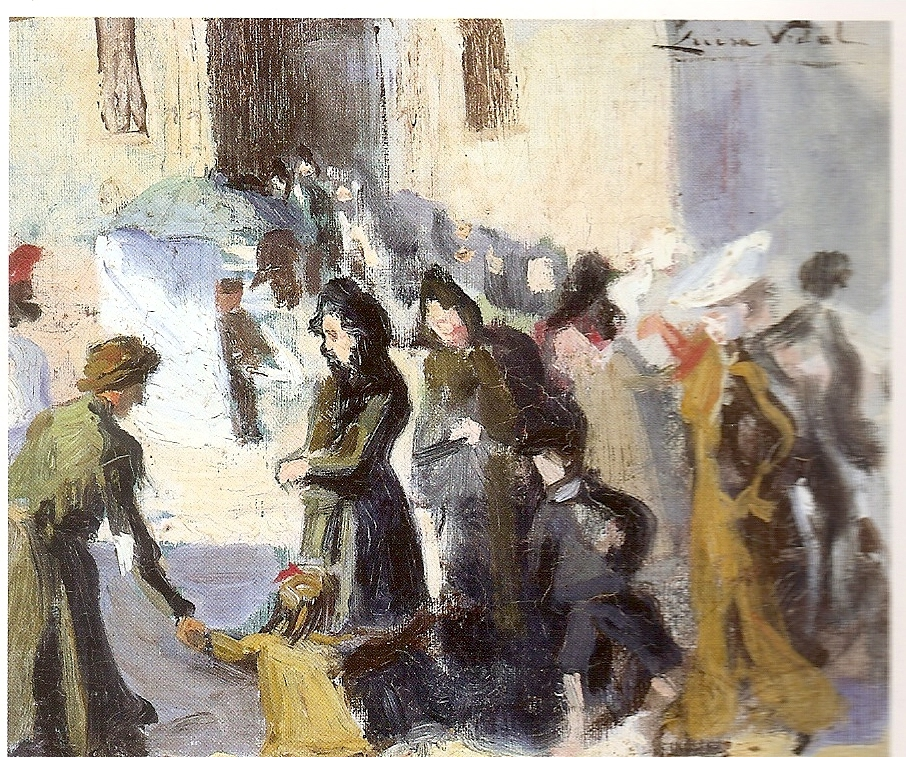
Ritorno dalla Messa, 1918
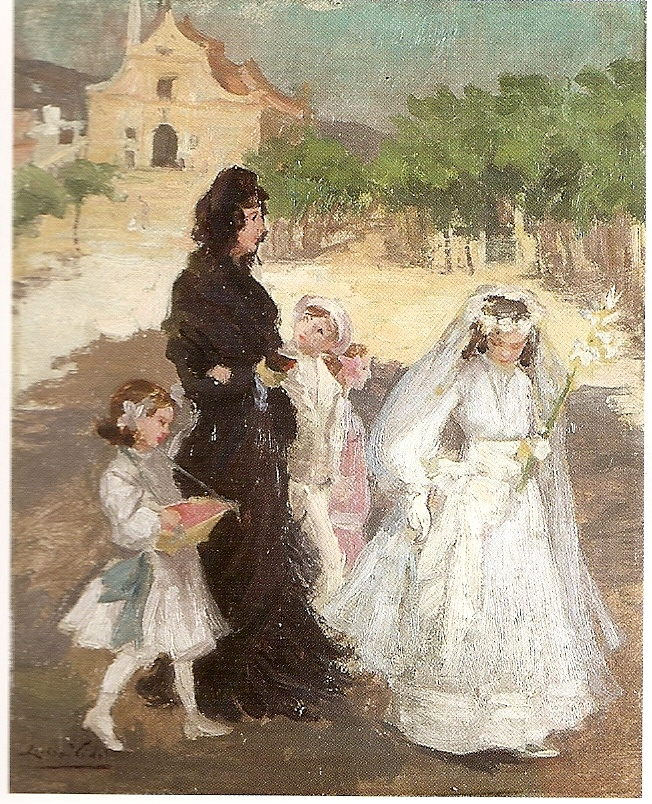
Prima comunione, 1918
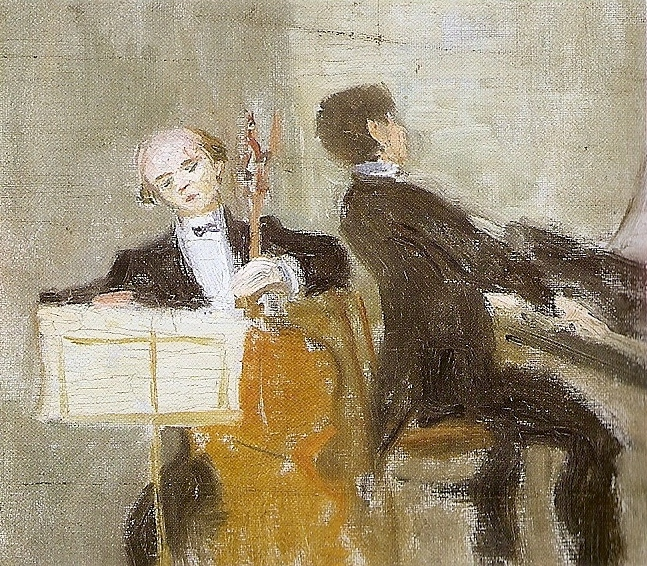
Pablo Casals e Enrique Granados, 1914
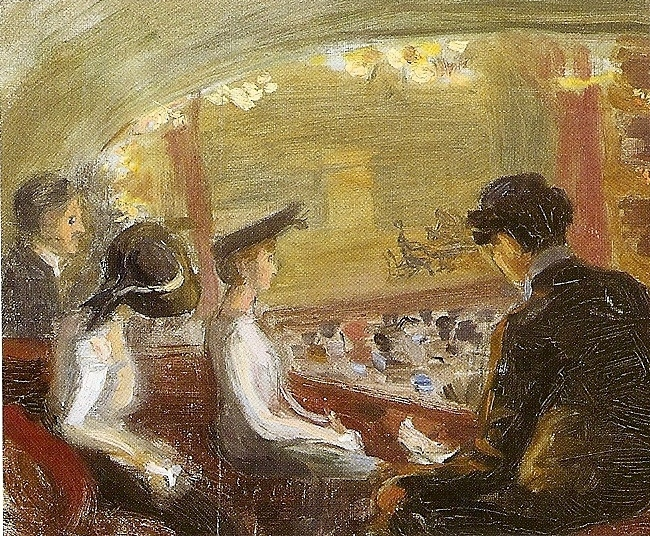
Enrique Granados in concerto, 1912